# La Florida (Manás)
La Florida es una localidad peruana ubicada en el distrito de Manás, perteneciente a la provincia de Cajatambo del departamento de Lima, al centro oeste del Perú. 

## Ubicación
La Florida se ubica al oeste de la provincia de Cajatambo, en el distrito de Manás, en el departamento de Lima.

## Demografía
En 2017 La Florida tenía una población de 6 habitantes y 2 viviendas.
| Gráfica de evolución demográfica de La Florida entre 1993 y 2017 |
|                                                                  |
| Fuentes: Población 1993 y 2017                                   |